# 乌巢之战
烏巢之戰是曹操與袁紹兩軍相爭其中一部分，是官渡之戰中最重要的一個環節。事件導致袁紹大軍無糧食而潰敗，曹操實力再為增強。
漢獻帝建安五年（200年），曹操得到漢獻帝，遷都許昌，於政治上取得優勢，並平定多個勢力，遂與河北大族袁紹於官渡（今河南中牟縣東北）決鬥。曹操佈下連環計及採用霹靂車，並派出大將關羽，因此多次擊敗袁軍。雖然如此，袁紹軍兵多糧足，曹操糧少而將不能支持下去，正巧原本是袁紹麾下謀士的許攸來降，許攸獻上奇襲烏巢一計，曹操言聽計從，將袁軍糧草全部燒毀，情況自此改變。

## 形勢
曹操已經殺死呂布、平定袁術、降服張繡、奪回徐州和擊走劉備，收容關羽。而袁紹則把勢力強大的公孫瓚消滅，將要與曹操對決，爭奪天下。200年，袁紹派陳琳寫下檄文，指曹操祖父乃宦官，父親是乞丐，靠金錢做得高官，曹操則把弄朝中大權，因此要討伐曹操。袁紹之後先後派顏良、文醜兩員大將分別到白馬、延津，皆被擊敗，兩將雙雙被殺。此後關羽聞得劉備消息，離開曹操投奔劉備而去。
袁紹與曹操相持於官渡，孫策、劉辟、劉備先後企圖攻佔許昌而失敗。袁紹籌集糧草被曹操派遣徐晃、史渙焚毀。到了冬天，袁紹再次運送糧草，命淳于瓊等五人率兵萬餘，在大軍後方四十里屯駐。兩軍相持不下，曹軍兵少糧盡，士卒疲乏，情況危急。

## 經過

### 許攸投降
許攸本是袁紹麾下的謀士，因為貪財而家人被袁紹麾下審配收治，因此投奔曹操。曹操聞訊大喜，赤著腳迎接許攸入座，並拍掌笑道：「子遠來了，大事可成！」
許攸問到：「袁紹大軍人多勢眾，您憑甚麼抵抗他們呢？現在您還有多少軍糧？」
曹操答曰：「尚可支持一年。」
許攸再說：「不對！您再說一遍！」
曹操再答：「可以支持半年。」
許攸說：「難道你不想打敗袁紹嗎？為何不說真話？」
曹操說：「剛才的話都是開玩笑而已，其實軍糧只剩此月的份量，有甚麼辦法呢？」
許攸獻計說：「現在您孤軍獨守，對外既無援軍，軍中亦無糧食，這正是危急存亡的時候。現在袁軍有一萬多乘糧食存於故市、烏巢，雖然駐有軍士，但並無嚴密防備，只要派輕兵急襲，出其不意趕到當地燒其糧草，不過三天，袁軍自己就會敗亡！」

### 奇襲烏巢
曹操聽計後大喜，挑選精兵假扮袁軍，馬含銜枚，士兵拿著柴草向烏巢出發，遇上其他人問話時，皆回答：「袁紹怕曹操奇襲，派我們把守。」袁軍不疑有詐，放其通行。到達烏巢後，曹軍放火，營中大亂，大破袁軍，糧草盡燒，斬領將眭元進、韓莒子、呂威璜、趙叡等首級，割下淳于瓊的鼻，殺士卒千餘人，亦將他們的鼻割下，連同牛、馬的舌頭一同送往袁軍，袁軍將士大驚。
曹操問敗將淳于瓊：「你今天弄成這樣，是甚麼缘故？」
淳于瓊答：「勝負乃天所控制的，問我幹甚麼？」
曹操欲想留下淳于瓊性命，許攸指淳于瓊日後看到自己的樣子必然痛恨曹操，使曹操斬淳于瓊。

## 參戰人物
|  | - 淳于瓊（斬首） - 眭元進（斬首） - 韓莒子（斬首） - 呂威璜（斬首） - 趙叡（斬首） | - 曹操 - 許攸 |